# Guy de Marin de Montmarin
Marie-Robert-Guy Marin de Montmarin, francoski general, * 1875, † 1942.